# Luch (Ort)
Luch (russisch Лух) ist eine Siedlung städtischen Typs und ehemalige Stadt in der Oblast Iwanowo in Russland mit 3024 Einwohnern (Stand 14. Oktober 2010).

## Geographie
Der Ort liegt knapp 80 km Luftlinie östlich des Oblastverwaltungszentrums Iwanowo am linken Kljasma-Nebenfluss Luch.
Luch ist Verwaltungszentrum des Rajons Luchski sowie Sitz und einzige Ortschaft der Stadtgemeinde Luchskoje gorodskoje posselenije.

## Geschichte
Der Ort wurde erstmals im 14. Jahrhundert als Dorf erwähnt. 1429 wurde er von einer mongolischen Streitmacht niedergebrannt, wie auch andere Städte der Region (Kineschma, Pljos, Kostroma). 1778 erhielt das insbesondere ab dem 17. Jahrhundert wieder gewachsene Luch die Stadtrechte als Verwaltungssitz eines Ujesds der Statthalterschaft Kostroma. Mit deren Umwandlung in ein Gouvernement 1796 verlor der Ort seine Verwaltungsfunktion, blieb aber Stadt bis in die 1920er-Jahre.
Am 25. Januar 1935 wurde Luch Verwaltungssitz eines neu geschaffenen, nach ihm benannten Rajons. 1959 erhielt der Ort wieder den Status einer Siedlung städtischen Typs.

### Bevölkerungsentwicklung
| Jahr | Einwohner |
| ---- | --------- |
| 1897 | 1965      |
| 1939 | 2765      |
| 1959 | 2717      |
| 1970 | 3621      |
| 1979 | 3965      |
| 1989 | 3671      |
| 2002 | 3268      |
| 2010 | 3024      |

Anmerkung: Volkszählungsdaten

## Verkehr
Luch liegt an der Regionalstraße 24N-056, die unweit des westlich benachbarten Rajonzentrums Rodniki beginnt und weiter nach Tschadujewo bei Putschesch an der Wolga, im Osten der Oblast, führt. Von Luch nach Süden führt die 24N-139 zur etwa 20 km entfernten Regionalstraße Schuja – Nischni Nowgorod, nach Nordwesten die 24N-035 nach Witschuga, wo sich etwa 30 km entfernt auch die nächstgelegene Bahnstation an der Strecke (Iwanowo –) Jermolino – Kineschma befindet.

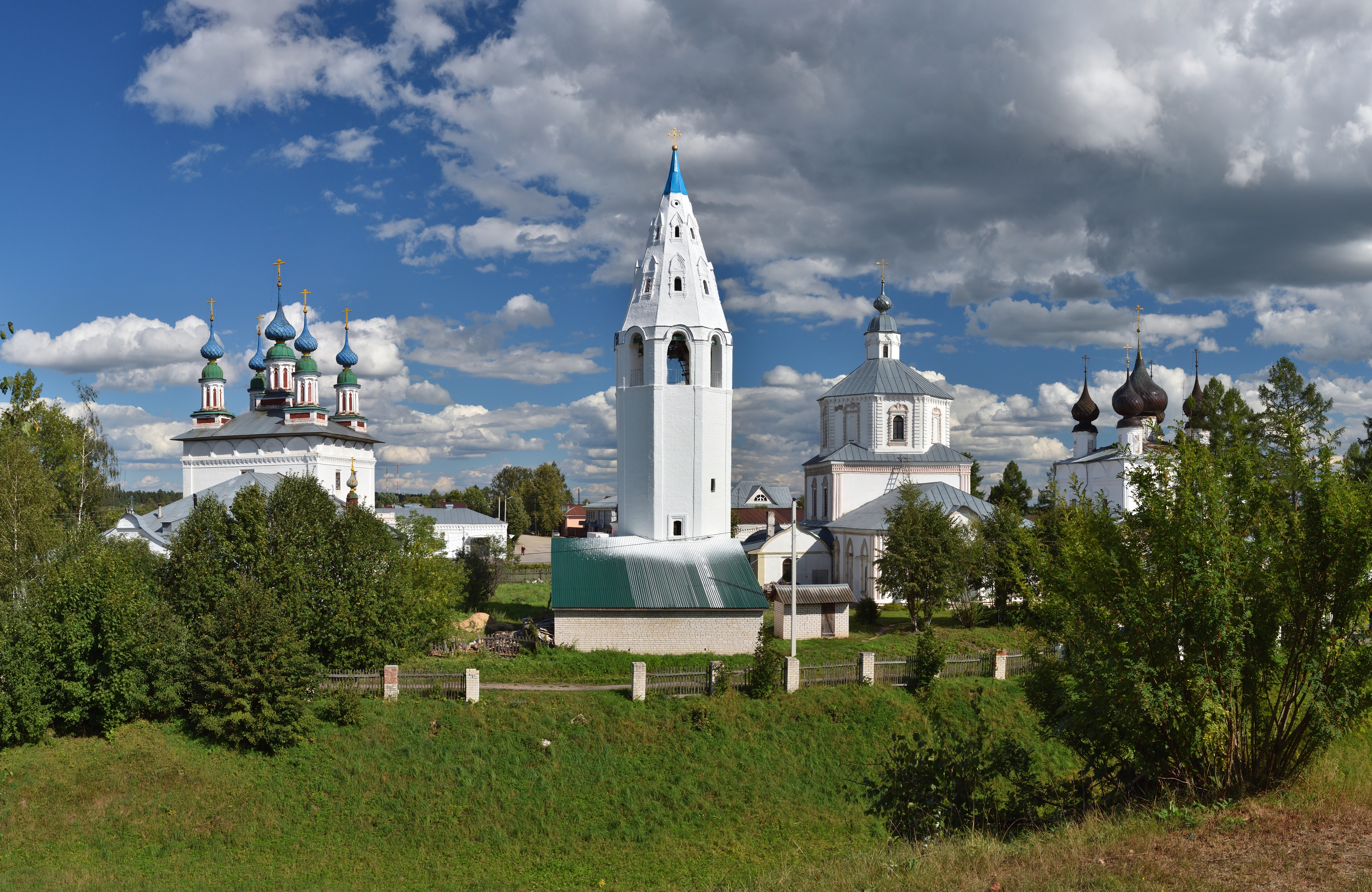
Ensemble der Kirchen von Luch
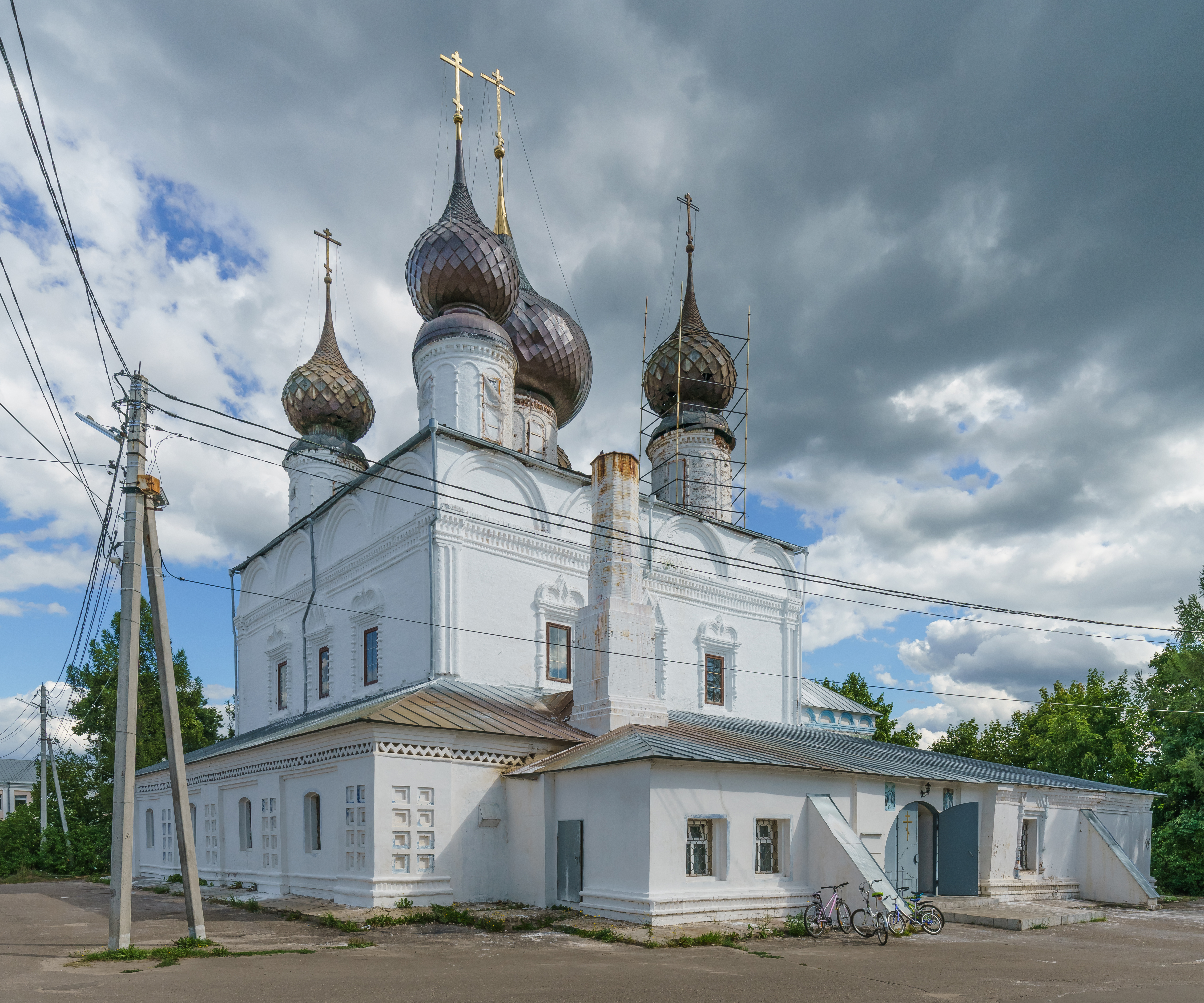
Auferstehungskirche
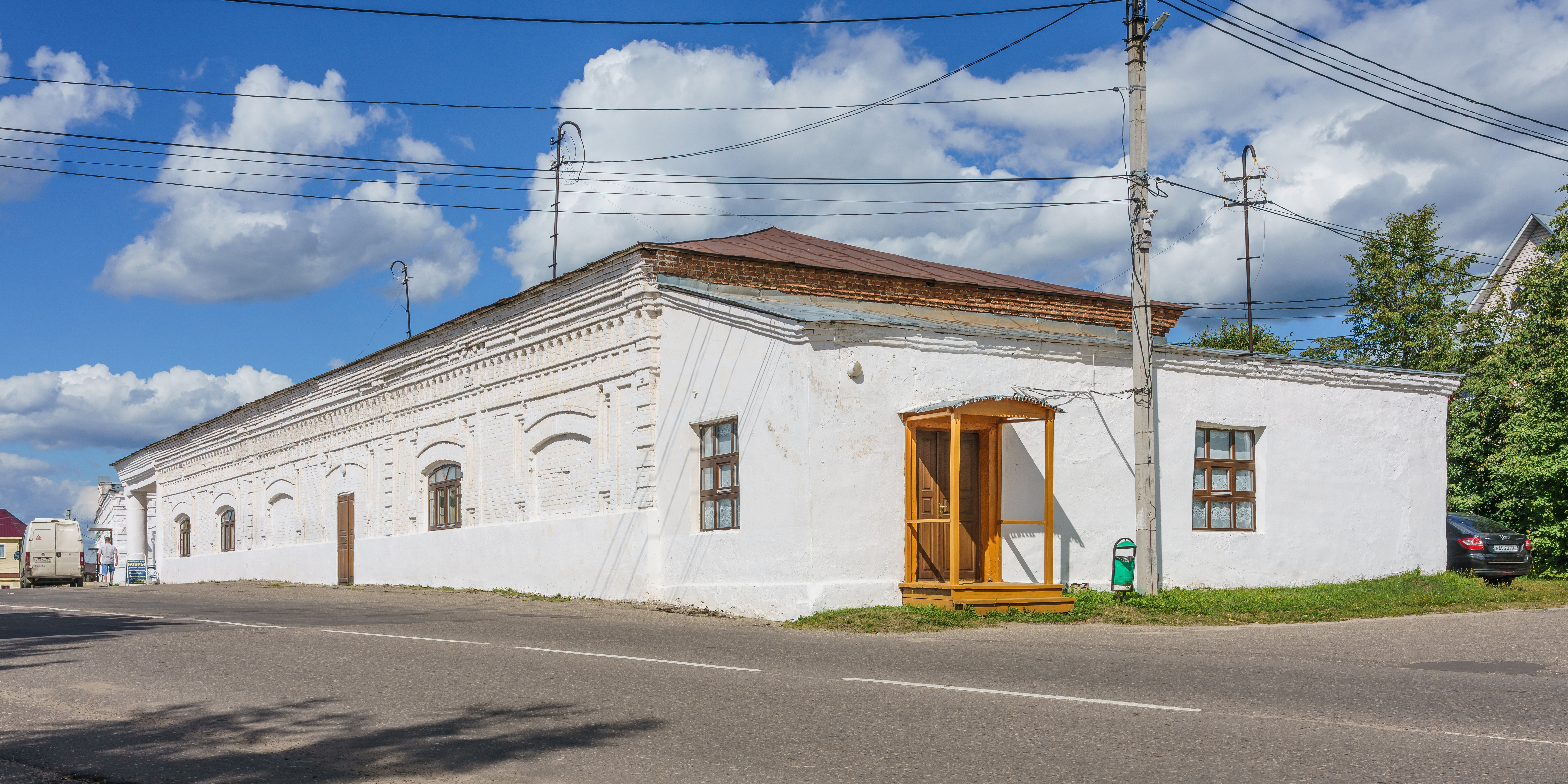
Historische Handelsreihen
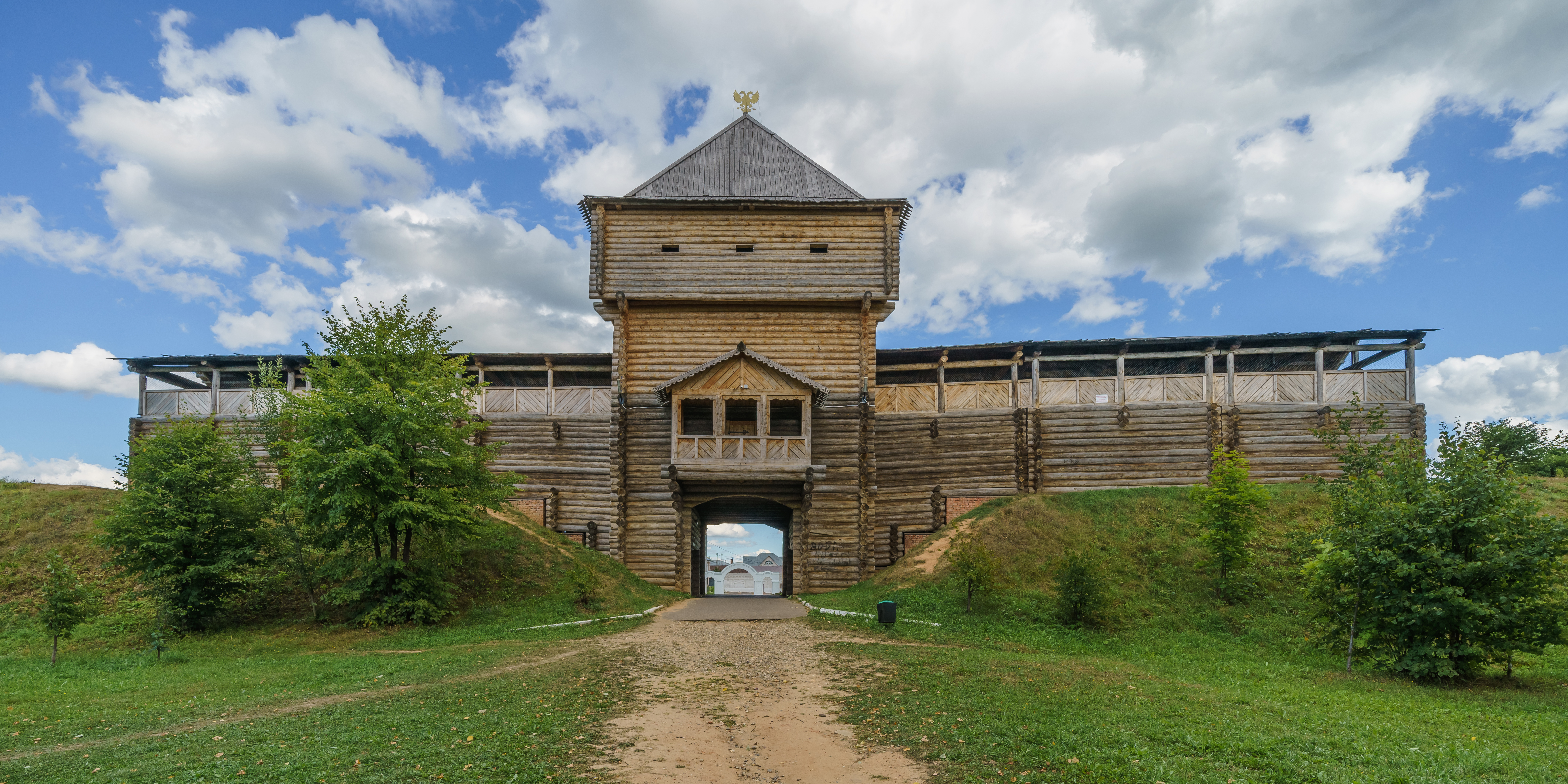
Nachbau der Holzfestung